# توني فليتشير (كاتب)
توني فليتشير (بالإنجليزية: Tony Fletcher)‏ هو صحفي وكاتب أمريكي، ولد في 27 أبريل 1964.